# Проспект Академика Лаврентьева
Проспе́кт Акаде́мика Лавре́нтьева — проспект в Советском районе Новосибирска, расположен в верхней зоне Академгородка. Начинается от проспекта Строителей, заканчивается на перекрёстке с Морским проспектом и улицей Терешковой. К нему примыкают улицы Кутателадзе, Николаева, Академика Будкера, Академика Ржанова с северо-восточной нечётной стороны, а с противоположной — улица Пирогова и проспект Академика Коптюга. Проспект застроен преимущественно зданиями научно-исследовательских институтов СО РАН.

## Название
Изначальное название — Институтская улица. В 1963 году присвоено новое наименование — проспект Науки. В октябре 1981 года состоялся митинг, и по его прошествии вышло постановление Центрального комитета и Совмина, в котором говорилось об увековечении памяти учёного-механика и математика Михаила Алексеевича Лаврентьева. Его именем и был назван проспект.

## История
Первое название — проспект Науки. Переименован после смерти основателя Академгородка академика М. А. Лаврентьева (1900—1980).
По Генеральному плану застройки Академгородка тот делился на три зоны: институтскую и две жилые. Через все три зоны проходила одна п-образная магистраль из трёх прямых улиц (современные проспект Строителей, проспект Академика Лаврентьева и Морской проспект), концы магистрали выходят на Бердское шоссе, идущее мимо Академгородка.

## Научные институты СО РАН
- Институт теплофизики имени С. С. Кутателадзе
- Институт неорганической химии имени А. В. Николаева
- Институт физики полупроводников имени академика А. В. Ржанова
- Институт гидродинамики имени М. А. Лаврентьева
- Институт ядерной физики имени Г. И. Будкера
- Институт лазерной физики
- Институт почвоведения и агрохимии СО РАН
- Институт катализа имени Г. К. Борескова
- Институт вычислительных технологий
- Институт систем информатики имени А. П. Ершова
- Институт вычислительной математики и математической геофизики
- Институт экономики и организации промышленного производства
- Институт химической биологии и фундаментальной медицины
- Институт цитологии и генетики
- Новосибирский институт органической химии имени Н. Н. Ворожцова
- Институт археологии и этнографии

## Другие научные учреждения
- Геофизическая служба СО РАН
- Центр независимой экспертизы товаров двойного назначения СО РАН
- Президиум СО РАН
- ГПНТБ СО РАН (отделение)
- SPF-виварий

## СМИ
- Наука в Сибири, газета
- Навигатор, газета
- ЭКО, журнал

## Памятники
- Памятник М. А. Лаврентьеву
- Стела имени С. С. Кутателадзе
- Памятник лабораторной мыши

## Транспорт
На проспекте расположены четыре остановки общественного транспорта — Институт Гидродинамики, Институт ядерной физики, ВЦ, Институт теплофизики. Виды транспорта: автобусы и маршрутные такси.

## Интересные факты
- На проспекте, протяжённость которого составляет 2,4 км, находятся чуть менее двадцати НИИ и множество других научных организаций[3].
- На проспекте растёт дерево, посаженное знаменитым лётчиком-космонавтом СССР Алексеем Леоновым.